# Armorial des freguesias de Óbidos
- il comporte peu ou pas de sources.
- il reste des blasons à dessiner dans cet armorial.

Cette page donne les armoiries (figures et blasonnements) des freguesias de Óbidos. 
| Image | Nom de la commune et blasonnement |
| ----- | --------------------------------- |
|       | A dos Negros                      |
|       | Amoreira                          |
|       | Gaeiras                           |
|       | Olho Marinho                      |
|       | Santa Maria                       |
|       | São Pedro                         |
|       | Sobral da Lagoa                   |
|       | Usseira                           |
|       | Vau                               |